# Rosa fujisanensis
Rosa fujisanensis — вид рослин з родини розових (Rosaceae); ендемік Японії (Хонсю).

## Поширення
Ендемік Японії (Хонсю).